# Partido Comunista Iraquí - Comando Central
El Partido Comunista Iraquí - Comando Central (en árabe: الحزب الشيوعي العراقي – القيادة المركزية‎) fue un partido comunista en Irak que se separó del Partido Comunista Iraquí en 1967. Los desacuerdos que llevaron a la separación se habían gestado lentamente en el Partido Comunista Iraquí tras la derrota militar en la Guerra de los Seis Días, y las facciones de la oposición consideraban que la línea del partido era demasiado dócil hacia el gobierno en ejercicio. El Partido Comunista Iraquí - Comando Central intentó construir un movimiento guerrillero en la región de Medio Éufrates y las marismas del sur de Irak. Se opuso violentamente al gobierno de Arif y a los gobiernos baazistas. En 1969, los líderes del partido y muchos miembros ordinarios del partido fueron arrestados, muchos de ellos asesinados en cautiverio. Si bien el Partido Comunista Iraquí - Comando Central continuó, nunca recuperó un papel destacado en la política nacional.

## División fraccional en el Partido Comunista
Aziz al-Hajj era un miembro del Partido Comunista Iraquí que fue enviado a Praga para representar al partido en la oficina editorial de World Marxist Review en 1959. Al-Hajj se sentiría insatisfecho con los cambios en la línea del partido y su posición hacia el gobierno de Abdul Salam Arif. En Praga, al-Hajj organizó una facción de oposición de jóvenes comunistas iraquíes. Regresó a Irak en enero de 1967 y emergió como líder no oficial del Comité Regional de Bagdad del Partido Comunista. En febrero de 1967, fue incluido en el Politburó del Partido Comunista.
Las divisiones en el Politburó del Partido Comunista Iraquí surgieron después de la derrota militar en la Guerra de los Seis Días. Las tensiones se gestaron dentro del Partido Comunista Iraquí con respecto a la dócil oposición al gobierno de Arif y su postura ambigua con respecto a los derechos de los kurdos. Otro grupo de oposición, apodado la 'Facción de las cadres', surgió de una reunión celebrada el 30 de junio de 1967. La figura principal de la Facción de las Cadres fue Khaled Ahmed Zaki (nombre en el partido 'Zafer'), quien argumentó que el partido se había desviado de la línea Fahd y viró hacia el revisionismo después de que el partido se subordinó a Abdul Karim Qasim en 1959. Además, Zaki argumentó que el giro a la derecha se había cimentado con la nueva línea del partido adoptada en junio-agosto de 1964. Zaki pidió al Partido Comunista Iraquí que purgara la dirección del partido de los partidarios de la línea de agosto de 1964 y celebrara un congreso del partido.
La Facción de las Cadres era un grupo relativamente pequeño, pero después de la reunión del 30 de junio de 1967, el grupo comenzó a prepararse para la lucha armada. Estableció unidades armadas en las marismas del sur, la región del Medio Éufrates y Kurdistán. La Facción de las Cadres tenía cierto grado de influencia en Thawrah City y al-Shu'ala (dos distritos de Bagdad), y entre oficiales, intelectuales y campesinos en Amara, al-Gharraf y la región del Medio Éufrates. Inicialmente, el Comité Regional de Bagdad buscó el apoyo del Comité Central para confrontar a la Facción de las Cadres, pero este movimiento fracasó. Al-Hajj luego se acercó a la Facción de las Cadres para unir fuerzas contra el Comité Central, pero la Facción de las Cadres rechazó la invitación.
En medio de las crecientes tensiones dentro del partido, Al-Hajj trató de evitar una división del partido arrestando al Comité Central, pero el complot fracasó. Tras el fracaso de al-Hajj para tomar el control del partido, al-Hajj y la Facción de las Cadres unieron fuerzas y rompieron con el Partido Comunista Iraquí.

## Comando Central establecido
El 17 de septiembre de 1967, el Partido Comunista Iraquí - Comando Central se estableció formalmente como una organización separada. El apodo de 'Comando Central' se utilizó para distinguirlo del principal Partido Comunista Iraquí prosoviético, que a su vez recibió el sobrenombre de «Comité Central del Partido Comunista Iraquí». El nuevo partido atrajo a un número significativo de seguidores provenientes de la antigua Rama del Medio Éufrates del Partido Comunista Iraquí, la Organización del Partido de la Ciudad de Thawrah y las células obreras del Buró de Trabajadores de Bagdad.
El nuevo partido tenía un Politburó de cinco miembros formado por Aziz al-Hajj, Kadhim Rida as-Saffar, Ahmad Khadr as-Safi, Ahmad Mahmoud al-Hallaq y Matti Hindi Hindu. Al-Hajj se desempeñó como secretario general del partido. El partido tomó una postura militante contra el gobierno y la clase burguesa. El partido pidió un «régimen democrático popular revolucionario bajo el liderazgo de la clase trabajadora». El partido apoyó el derecho kurdo a la autodeterminación. En comparación con el Partido Comunista Iraquí-Comité Central, el Partido Comunista Iraquí-Comando Central era más hostil hacia el Partido Baaz.
El partido publicó el periódico irregular Munadhil al-Hizb ('Partido Militante') de 1967 a 1968. El órgano del partido Tariq ash-Shaab ('Camino del Pueblo') comenzó a publicarse en octubre de 1967.
El partido llamó al «armamento de las masas» y a la «lucha armada popular en las ciudades y el campo». En el otoño de 1967, el Comando Central del Partido Comunista Iraquí participó en una serie de enfrentamientos con las fuerzas de seguridad en las regiones del sur del Éufrates Medio y las marismas. La campaña guerrillera del Comando Central y el Partido Comunista Iraquí en la región sur del Éufrates Medio y las marismas del sur provocó temores entre los líderes religiosos chiitas y sunitas. Los baazistas aprovecharon el momento participando en mítines anticomunistas en Bagdad y otros lugares.
El Partido Comunista Iraquí - Comando Central, entre otros pocos grupos, fueron opuestos a Moscú y la burguesía nacional árabe, que fueron etiquetados como «pro-chinos». Sin embargo, no hubo evidencia pública de ningún vínculo entre el partido y sus contrapartes chinas, y el partido rechazó la etiqueta de «pro-chino».

## Conferencia del partido del 2 de enero de 1968
El Partido Comunista Iraquí - Comando Central celebró una conferencia del partido el 2 de enero de 1968. El documento de línea táctica adoptado por el partido, basado en las ideas de Zaki, llamó a la lucha armada popular, una posición de inspiración maoísta. El Partido Comunista Iraquí - Comando Central rechazó la táctica establecida del Partido Comunista Iraquí - Comité Central de apoyar los golpes militares, argumentando que el ejército era «un instrumento del estado capitalista-feudalista» y que los altos mandos del ejército estaban íntimamente vinculados al «campo anticomunista, antiobrero y antinacionalismo kurdo».
El 3 de junio de 1968, Zaki y otros dos cuadros del partido (Mohsen Hawas y Kazem Manather) murieron en combate en ar, en las marismas del sur.

## Golpe baazista y lanzamiento de la Guerra Popular Revolucionaria
El Partido Comunista Iraquí - Comando Central se había opuesto violentamente al gobierno de Abd ar-Rahman Arif y continuaba la lucha militante contra el nuevo gobierno baazista después del golpe del 17 de julio de 1968. Tras el golpe, los baazistas se acercaron a ambas facciones comunistas y les ofrecieron puestos en el gabinete ministerial del nuevo gobierno. El Partido Comunista Iraquí - Comando Central había rechazado la oferta. Durante los meses posteriores al golpe, un gran número de cadres comunistas fueron asesinados y sus cuerpos arrojados a ríos o callejones.
A fines de 1968, el Partido Comunista Iraquí - Comando Central proclamó el lanzamiento de la «guerra revolucionaria popular», con una campaña de redadas en puestos de policía y bancos. El partido llevó a cabo 'expropiaciones', 'atracos revolucionarios' y atentados con coches bomba. En un momento, el partido atacó la residencia de Sadam Huseín. El Partido Comunista Iraquí - Comando Central tenía una organización, Jihaz as-Siddami ('Fuerza de ataque'), dirigida por el miembro del Comité Central del partido Saleh Rida al-Askari, a cargo de la seguridad del partido.

## Represión y confesiones

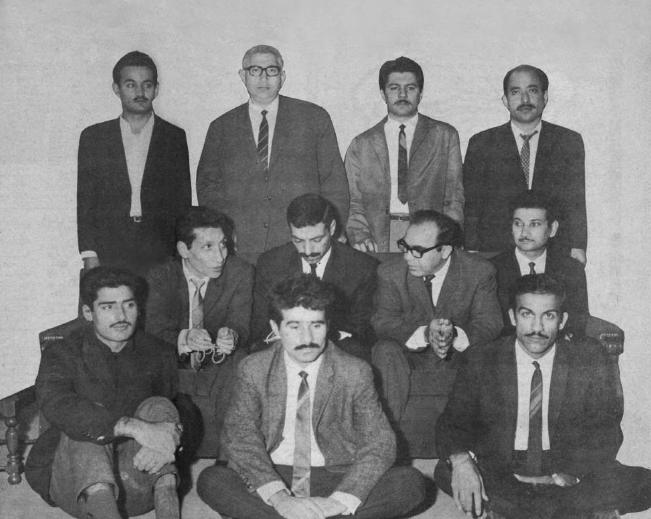
Los líderes del Partido Comunista Iraquí (Comando Central), fotografiados después del arresto por parte de las autoridades en 1969. Fila de atrás (de pie), de izquierda a derecha: Saleh Rida al-Askari (miembro del Comité Central, a cargo de Jihaz as-Siddami), Peter Yusuf (miembro del Comité Central), Malik Mansur (miembro del Comité Central), Kazem Rida al -Saffar (miembro de Poliburo, segundo al mando del partido después de al-Hajj).
Fila central (sentados), de izquierda a derecha: Aziz al-Hajj, Talal Salman (reportero de la revista as-Sayyad, entrevistando a al-Hajj), Khudayr Abbas az-Zubaydi (miembro del Comité Central), Ahmad Khadr as-Safi (miembro del Politburó).

La campaña guerrillera del Partido Comunista Iraquí-Comando Central contra el gobierno baazista culminó con el arresto de al-Hajj, todos los demás miembros del Politburó y muchos miembros de base del partido. El Partido Comunista Iraquí - Comando Central se había convertido en el objetivo principal de la represión baazista, más que el Partido Comunista Iraquí - Comité Central. Al-Hajj fue arrestado en febrero de 1969. Dos de los miembros del Politburó morirían bajo tortura. Los otros tres se derrumbaron bajo la presión de la tortura, y al-Hajj confesó a sus captores. En abril de 1969, al-Hajj pronunció un discurso televisado en el que pidió a sus compañeros del partido que cooperaran con el Partido Baaz. Decenas de miembros del Comando Central del Partido Comunista Iraquí - Comando Central fueron encarcelados o asesinados tras las confesiones de al-Hajj.
En junio de 1969, a raíz de la represión, el Primer Secretario del Comité Central del Partido Comunista de Irak, Aziz Mohammed, en su discurso ante el Encuentro Internacional de Partidos Comunistas y Obreros en Moscú, hizo un ataque apenas velado contra el Comando Central del Partido Comunista de Irak - Comando Central, afirmando que «[l]as tendencias peligrosas surgieron también en nuestro partido, representadas por un grupo de aventureros 'ultraizquierdistas' divisivos. [...] La aparición de estas tendencias se debió a la política aventurera y la línea nacionalista y antiinternacionalista del grupo gobernante en China. Sin embargo, nuestro partido ha hecho frente a esta tendencia pequeñoburguesa, la ha combatido ideológicamente hasta que fue destruida, aplastada por sus propias y estériles empresas sectarias».

## Nuevo liderazgo
Tras la represión, la influencia del Partido Comunista Iraquí - Comando Central quedó marginada. Después de los asesinatos y arrestos de los principales líderes del partido, Ibrahim al-Alawi (nombre en el partido 'Najm Mahmoud') se convirtió en el líder de facto del Partido Comunista Iraquí - Comando Central. Convocó una reunión en agosto de 1969, en la que se eligió a la nueva dirección del partido.
En 1972, el Partido Comunista Iraquí - Comando Central condenó la medida del Partido Comunista Iraquí - Comité Central de permitir que dos comunistas asumieran puestos en el gabinete ministerial en el gobierno dirigido por el Partido Baaz como traición. Cuando el Partido Comunista Iraquí - Comité Central se unió al Frente Nacional Progresista en julio de 1973, el Partido Comunista Iraquí - Comando Central condenó la medida como una traición.
En 1974, el Comando Central del Partido Comunista Iraquí organizó una 'Tercera Conferencia del Partido'.

## Escisión deWihdat al-Qa'dah
A mediados de la década de 1970 surgió una facción dentro del partido, encabezada por Adil Abdul-Mahdi. Esta facción comenzó a publicar el periódico Wihdat al-Qa'idah («Unidad de la base»). Al-Alawi acusó al grupo Wihdat al-Qa'idah de violar la disciplina del partido, y Mahdi y sus asociados fueron expulsados del partido. El grupo Wihdat al-Qa'idah respondió afirmando que eran los líderes legítimos del Partido Comunista Iraquí - Comando Central y declararon a al-Alawi expulsado del partido. Efectivamente, el grupo Wihdat al-Qa'idah ahora constituía un partido independiente por sí mismo. Una sección considerable de los cuadros del Partido Comunista Iraquí - Comando Central se puso del lado del grupo disidente. En septiembre de 1976, el grupo Wihdat al-Qa'idah celebró una conferencia del partido, comparable a un congreso del partido. En la conferencia participaron la mayoría de los miembros más importantes del Partido Comunista Iraquí - Comando Central anterior a la escisión, así como algunos marxistas iraquíes independientes.